# Netzfrequenz
Frequenzen für Wechselspannungen in einem Stromnetz werden als Netzfrequenz bezeichnet (umgangssprachlich auch als Leitungsfrequenz). Sie ist innerhalb eines Verbundnetzes einheitlich und wird in der Einheit Hertz angegeben. Die Netzfrequenz ist, bis auf kleinere regeltechnische Abweichungen vom Nennwert die durch die Schwankungen von Nachfrage und Angebot nach elektrischer Leistung beeinflusst werden, zeitlich konstant. Übliche Nennwerte der Netzfrequenz sind je nach Region verschieden und betragen 50 Hz (Europa, Teile von Asien) und 60 Hz (Nordamerika).
In Verbundnetzen müssen alle Stromerzeuger wie Synchrongeneratoren in Kraftwerken oder Wechselrichter wie Solarwechselrichter synchron, also starr mit der Netzfrequenz, laufen.

## Netzfrequenzen und Netze

Netzfrequenzen und Netzspannungen weltweit

Siehe auch Elektrifizierung#Netzfrequenz.
Die Unterschiede sind durch die historische Entwicklungsgeschichte der ersten Stromnetze in den 1880er und 1890er Jahren bedingt und haben heute keinen technischen Grund.

### Öffentliche Verbund-Stromnetze
Weltweit haben sich zwei Verbund-Netzfrequenzen etabliert:
1. In Europa, in großen Teilen Asiens, Australien, dem Großteil von Afrika und Teilen von Südamerika wird eine Netzfrequenz von 50 Hz verwendet.
2. Die 60 Hz Netzfrequenz findet sich unter anderem in Nordamerika, Saudi-Arabien und Teilen von Japan.

### Bahnstromnetze
Einige Eisenbahnen wie die ÖBB, SBB und die Deutsche Bahn nutzen für ihre Bahnstromversorgung eine nominale Frequenz von 16,7 Hz. Früher betrug die nominale Bahnnetzfrequenz 162⁄3 Hz, was genau einem Drittel der im Verbundnetz verwendeten 50 Hz entspricht. Einige Eisenbahnen und auch industrielle Abnehmer in Nordamerika werden aus historischen Gründen mit einer Netzfrequenz von 25 Hz versorgt. Die vergleichsweise niedrigen Netzfrequenzen resultieren aus der technologischen Entwicklung der ersten elektrischen Maschinen: Anfang des 20. Jahrhunderts konnte man elektrische Maschinen größerer Leistung nur mit diesen niedrigen Frequenzen bauen. Wegen des großen Umstellungsaufwandes werden jedoch die damals eingeführten niedrigen Netzfrequenzen auch noch heute beibehalten.
Das 1903 bei Innsbruck errichtete Sillkraftwerk arbeitete anfangs mit 42,5 Hz, speiste die Stubaitalbahn, um später auch ein anderes Kraftwerk einzubinden wurde auf 50 Hz umgestellt.

### Bordnetze
In speziellen Bereichen, z. B. im Bordnetz von Flugzeugen, sind höhere Netzfrequenzen üblich, z. B. 400 Hz, da sich dafür kleinere und leichtere Transformatoren bauen lassen.

### Industrielle Anwendungen
Zur Erzielung höherer Drehzahlen  bei Werkzeugmaschinen und Reduzierung von Größe und Gewicht bei handgeführten Elektrogeräten wie Geradschleifern, Bohrmaschinen, Winkelschleifern und Knabbern werden in Industrie und Gewerbe Frequenzen von 200 Hz oder 400 Hz eingesetzt, die gelegentlich als Schnellfrequenz bezeichnet werden.

## Frequenzen von erzeugtem Licht, Schall und Bewegung
Leuchtmittel, mit ausreichend geringer Trägheit, die im Netzstromkreis liegen oder mit Netzfrequenz angespeist werden, erzeugen blinkendes Licht von typisch doppelter Netzfrequenz, also 100 Hz. Das Auge kann daher das Blinken von Leuchtstoffröhre (mit konventionellem Vorschaltgerät) und anderen Gasentladungslampen wie Glimmlampe, Neonröhre nicht sehen, allerdings gibt es Effekte, wenn vorbeibewegte Objekte oder Muster ins Blickfeld kommen. Glühlampen haben eine so große Abklingzeit (der Temperatur des Glühfadens), dass die Lichtaussendung fast ganz gleichmäßig erfolgt. Bedeutsam ist Lichtflackern bei Fotografie und Bewegtbildaufnahmen insbesondere bei zeilenweiser Abtastung des Bilds.
Der Netzfrequenz kann eine Tonhöhe zugeordnet werden, 50 Hz entsprechen fast einem Kontra-G (‚G). Der Ton, welcher beispielsweise aus einer örtlichen Transformatorenstation als Brummton wahrzunehmen ist, hat wegen der Magnetostriktion des Eisenkerns die doppelte Netzfrequenz von 100 Hz und entspricht dem um eine Oktave höheren G.
Nur auf Elektromagneten basierende Vorrichtungen wie Haltemagnet, einfacher Summer, Schütz, Relais und manche Haarschneideapparate erzeugen je nach Bauweise (Anker ist Permanentmagnet oder aber aus Eisen) Bewegungen bzw. Kraftwirkung mit einfacher bzw. doppelter Netzfrequenz.

## Qualitätsindikator für Netzbelastung

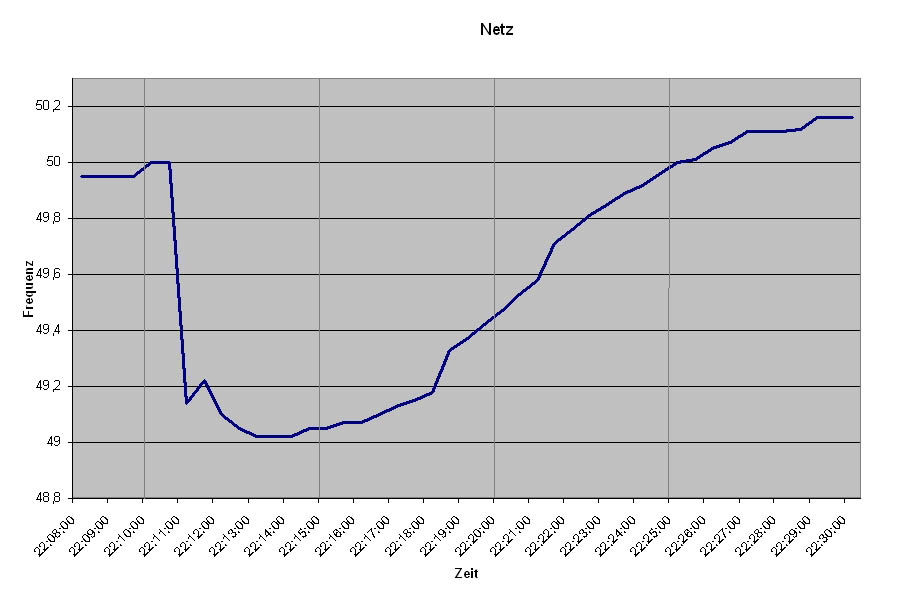
Verlauf der Netzfrequenz in Westeuropa vom 4. November 2006, als es durch eine Abfolge von Fehlern zu dem bisher größten Stromausfall im europäischen Verbundnetz kam.

Die Netzfrequenz und deren Abweichung vom Nennwert ist ein wichtiger direkter Qualitätsindikator für die Netzbelastung. Elektrische Energie kann in Verbundnetzen nicht gespeichert, sondern nur zwischen Erzeuger und Verbraucher verteilt werden.

Neben der absoluten Höhe der Netzfrequenz ist auch deren zeitliche Änderungsgeschwindigkeit von Relevanz, englisch rate of change of frequency (ROCOF). Dieser Wert kann bei Netzstörungen wie einem sog. System Split (Netzauftrennung) in die Höhe schnellen. Es ist wichtig, dass Erzeugungsanlagen – sowohl mit Synchrongenerator wie auch Umrichter – robust genug sind, damit sie solche Störungen durchfahren können, um im Nachgang die Schwankung ausregeln zu können. Die EN 50549 (Anforderungen für zum Parallelbetrieb mit einem Verteilnetz vorgesehene Erzeugungsanlagen) fordert daher eine Immunität gegenüber Störungen bis zu 2,0 Hz/s, gemittelt über 500 MHz.
Damit das Verbundnetz störungsfrei betrieben werden kann, muss der erzeugten Wirkleistung zu jedem Zeitpunkt eine gleich große Wirkleistungsabnahme gegenüberstehen. Durch Abweichungen von diesem Idealzustand fluktuiert die Netzfrequenz im europäischen Verbundsystem in einem erlaubten Bereich von ±0,2 Hz um den Sollwert der Netzfrequenz. So kommt es bei einem Überangebot von elektrischer Wirkleistung zu einer Erhöhung der Netzfrequenz, bei einem Unterangebot zu einer Absenkung. Eine Frequenzabweichung von 0,2 Hz entspricht im europäischen Verbundsystem einer Leistungsdifferenz von ca. 3 GW, welche auch gleich dem sogenannten Referenzausfall aus dem Continental Europe Operation Handbook entspricht und ca. dem ungeplanten Ausfall von zwei größeren Kraftwerksblöcken entspricht. Die Aufgabe der Leistungsregelung in Verbundnetzen ist es, die zeitlichen Schwankungen auszugleichen und so die Netzfrequenz im erlaubten Frequenzbereich zu halten. Je kleiner ein Stromversorgungsnetz ist, dies sind beispielsweise Inselnetze, und je schlechter die Netzregelung funktioniert, desto stärkere Schwankungen treten bei der Netzfrequenz auf.
Nicht kompensierbare Fehler führen zu einem massiven Ungleichgewicht zwischen Angebot und Nachfrage von elektrischer Leistung, entsprechend sind starke Netzfrequenzschwankungen die Folge, wie es nebenstehende Abbildung für den Stromausfall in Europa im November 2006 darstellt. Dargestellt ist der Verlauf der Netzfrequenz für einen Teil des westeuropäischen Verbundnetzes: Zum Zeitpunkt des Ausfalles kam es zu einem massiven Unterangebot an elektrischer Leistung und damit zu einer Unterfrequenz. Im gleichen Zeitrahmen kam es im osteuropäischen Teil des Verbundnetzes zu einem Überangebot und einer Steigerung der Netzfrequenz. Im Zeitbereich des Ausfalls wurde das Verbundnetz durch Schutzeinrichtungen automatisch in mehrere autonome Segmente aufgeteilt, welche asynchron zueinander arbeiteten. Durch Lastabwurf konnten diese Netzsegmente stufenweise synchronisiert und dann wieder zusammengeschaltet werden.

## Maßnahmen durch Netzmanagement
Die komplexen Verbund-Netzwerke werden durch Mitglieder im Verband Europäischer Übertragungsnetzbetreiber (European Network of Transmission System Operators for Electricity – ENTSO-E) überwacht, geführt und gesteuert. Länderspezifische Netzführungs-Regelwerke (Grid Codes) sind zu beachten. In Deutschland gibt es vier für die Verbund-Netzwerke zuständige Übertragungsnetzbetreiber: Tennet TSO, 50Hertz Transmission, Amprion und TransnetBW.
Zur Erhaltung der Netzfrequenz dient die Last-Frequenz-Regelung (Load-Frequency Control), wofür den Übertragungsnetzbetreibern verschiedene Möglichkeiten zur Verfügung stehen:
- Primär-, Sekundär-, Tertiärregelleistung
- Redispatch
- Abschaltbare Lasten

Die Anzahl der kritischen Störungen, auf welche die Übertragungsnetzbetreiber reagieren müssen, hat in den vergangenen Jahren zugenommen.

### Netzstörung 2018
Die gemittelten Frequenzabweichungen im europäischen Verbundnetz sind im Normalfall durch die Quartärregelung gering. Abweichungen von der internationalen Atomzeit im Bereich von einigen ±10 Sekunden werden durch eine geringe Versetzung des Sollwertes der Netzfrequenz geregelt. Trotzdem kam es Anfang 2018 Aufgrund einer Störung zu einer länger anhaltenden geringen Unterfrequenz. Die über einen längeren Zeitraum bestehende geringe Abweichung führte bei Synchronuhren dazu, dass sie Anfang März 2018 bis zu sechs Minuten nachgingen. Am 3. März 2018 wurde mit −359 Sekunden die höchste Abweichung erreicht.
Verursacher für die Abweichung der Netzfrequenz von der internationalen Atomzeit war ein Streit in der Regelzone „Serbien, Montenegro und Mazedonien“ (SMM) zwischen Kosovo und Serbien um Regelleistung. Das Kosovo produzierte zu wenig elektrische Regelleistung und Serbien weigerte sich zunächst, die entstandene Lücke durch verstärkten Kraftwerkseinsatz aufzufüllen. Am 8. März teilte der Verband Europäischer Übertragungsnetzbetreiber (ENTSO-E) mit, dass die Unregelmäßigkeiten zwischen den beiden Parteien beseitigt sind. Einen knappen Monat später am 3. April 2018 waren die Abweichungen durch die Quartärregelung behoben.

### Netzstörung 2021
Am 8. Januar 2021 gab es um 14:04:50 Uhr einen signifikanten Abfall bzw. Anstieg der Frequenz im europäischen Verbundnetz. Im nordwestlichen Netzgebiet fiel die Frequenz zunächst auf 49,74 Hz und stabilisierte sich rund 15 Sekunden später bei 49,84 Hz. Gleichzeitig stieg die Frequenz im südöstlichen Netzgebiet auf 50,6 Hz, bevor sie sich ebenfalls bei Werten zwischen 50,2 und 50,3 Hz stabilisierte. In der Folge wurde das Netz getrennt, sodass Griechenland, Bulgarien, Rumänien, Kroatien und die Türkei vorübergehend im Inselbetrieb waren. Die Ursache der Störung lag in der Abschaltung eines Überspannungsschutzes in einem kroatischen Umspannwerk. Dies wurde durch eine Überproduktion von Strom im südöstlichen Netzgebiet, bedingt durch die dortigen Feiertage und den Strommarkt, hervorgerufen.

## Kriterien zur Wahl der Netzfrequenz
Die Wahl der Netzfrequenz ist ein Kompromiss aus verschiedenen technischen Randbedingungen. Die Festlegung erfolgte in der Anfangszeit der Elektrifizierung, also um die Jahrhundertwende zwischen dem 19. und dem 20. Jahrhundert. Die maßgeblichen Randbedingungen waren also diejenigen, die sich zu jenem Zeitpunkt ergaben. Hier sind einige davon:
- Im Gegensatz zu Gleichstrom kann man Wechselstrom durch Transformatoren in der Spannung umsetzen. Dadurch wird ermöglicht, dass man verhältnismäßig niedrige und damit relativ ungefährliche Spannungen zum Endverbraucher führt, während man hohe Spannungen für die Minimierung von Verlusten in Überlandleitungen einsetzen kann.
- Höhere Frequenzen erlauben es, kleinere Transformatorkerne zu verwenden. Die Transformatoren werden dadurch bei gleicher Leistung kleiner, leichter und billiger. (Dieser Umstand wird heutzutage durch Schaltnetzteile ausgenutzt.)
- Höhere Frequenzen erzeugen größere Verluste in Leitungen durch den Skin-Effekt. Dadurch wird in der Praxis die maximale wirtschaftliche Dicke einer Leitung festgelegt.
- Die Netzfrequenz in einem Verbundsystem muss überall gleich und synchronisiert sein.
- Höheren Frequenzen entsprechen kürzeren Wellenlängen. In räumlich weit verteilten Verbundsystemen machen sich dadurch eher Phasenverschiebungen bemerkbar, wodurch die Synchronisation erschwert wird.
- Die Netzfrequenz steht in direktem Bezug zur Drehzahl und zur Polzahl von Generatoren und von Motoren. Eine Steigerung der Frequenz erfordert entweder eine Steigerung der Drehzahl (mögliche Probleme mit Flieh- bzw. Zentripetalkräften und/oder Lagern) oder eine Vergrößerung der Polzahl. Das technische Minimum liegt bei 2 Polen. Frequenzen über 50 (bzw. 60 Hz) wären bei zwei Polen nur möglich, wenn die Drehzahl über 3000/min (bzw. 3600/min) läge. Dies ist jedoch auf Grund der eingangs erwähnten Drehzahlproblematik kaum möglich (vgl. Turbogenerator). Bei 4 Polen wären immer noch über 1500/min bzw. 1800/min erforderlich.
- Eine Frequenzumsetzung ist aufwendig. Zu Beginn der Elektrifizierung standen als Umformer nur Kopplungen aus Motor und Generator zur Verfügung. Transformatoren sind nicht in der Lage, die Frequenz umzusetzen. Heutzutage setzt man dafür geeignete Leistungselektronik (Stromrichter) ein. Im Bereich der Energieversorgung und zur Kopplung asynchroner Stromnetze finden die Hochspannungs-Gleichstrom-Übertragung (HGÜ) und die HGÜ-Kurzkopplung Anwendung.
- Wechselstrom hat im Gegensatz zu Gleichstrom aufgrund seiner Natur regelmäßig einen Nulldurchgang, der das Schalten großer Ströme vereinfacht, da dadurch für Gelegenheiten zur Löschung eines Lichtbogens gesorgt ist.
- Wechselstrom bietet als Bestandteil eines Drehstromsystems die Möglichkeit, ein Drehfeld zu generieren. Dafür sind mindestens zwei Phasen notwendig.
- Bogenlampen flackern, wenn sie mit Wechselstrom unter etwa 42 Hz versorgt werden.[2]
- Eine Änderung im bestehenden Netz würde eine Vielzahl teurer Änderungen erfordern.

## Messung

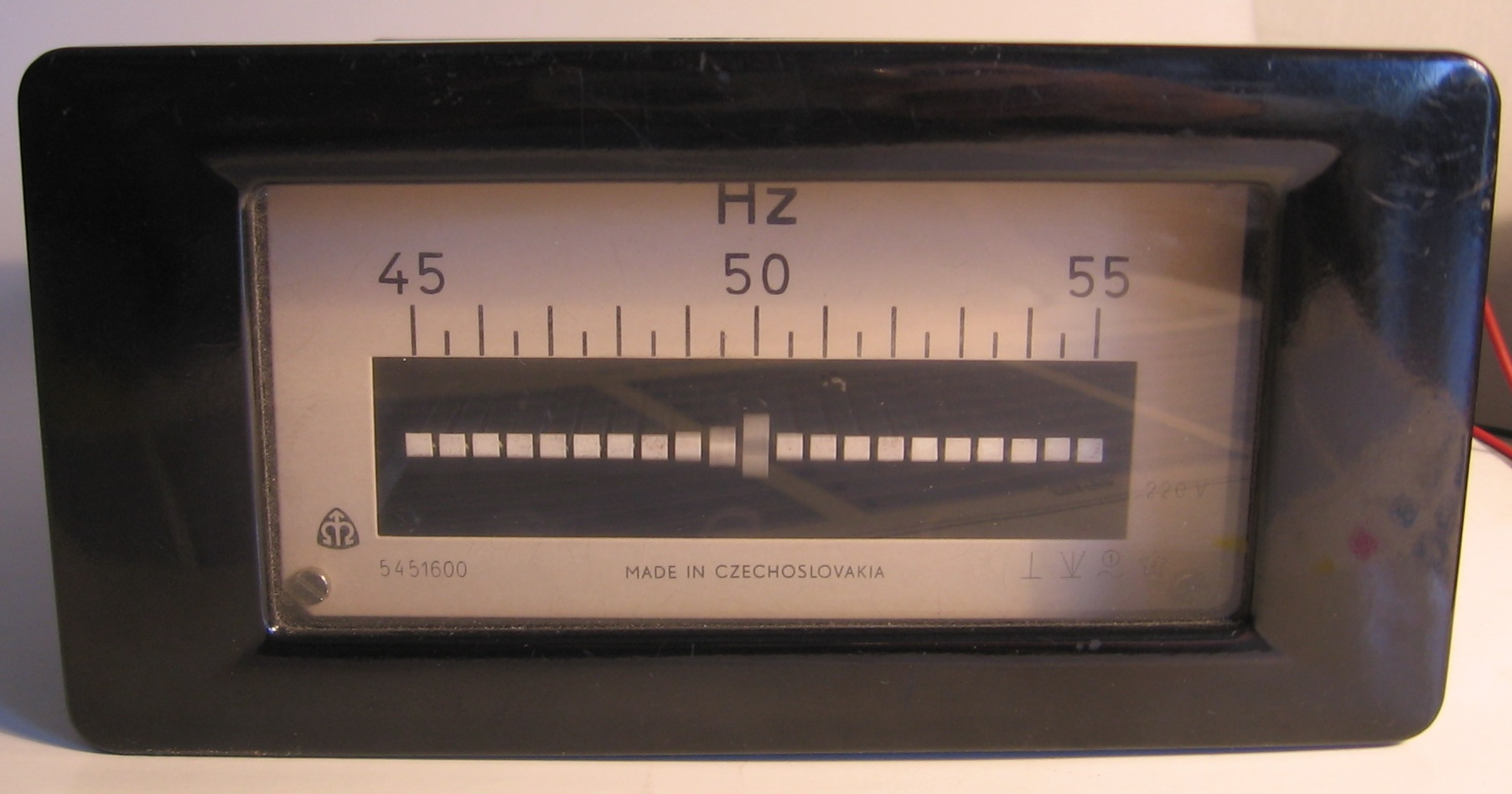
Zungenfrequenzmesser mit Messbereich 45–55 Hz bei 50 Hz

Visualisierte Daten der Messung durch das Fraunhofer ISE der Netzfrequenz während des Stromausfall auf der Iberischen Halbinsel 2025

Zur Messung der Netzfrequenz gibt es mehrere verschiedene Bauarten von Instrumenten. Historisch und primär für die manuelle Ablesung werden mechanische Zungenfrequenzmesser eingesetzt, deren Messgenauigkeit liegt im Bereich von einigen 100 mHz. In größeren Verbundnetzen wird an mehreren, räumlich getrennten Punkten automatisch mittels digitaler Messtechnik und elektronischen Frequenzmessern kontinuierlich gemessen und der Verlauf der Netzfrequenz über die Zeit aufgezeichnet. Dabei wird die Netzfrequenz mit einer Genauigkeit unter 1 mHz erfasst und die aktuellen Daten werden auch öffentlich im Web zur Verfügung gestellt.

## Analyse in der Forensik
Durch zeitbedingte geringe Abweichungen von der idealen Netzfrequenz hat die Betrachtung ebendieser in den letzten Jahren in der Forensik an Bedeutung gewonnen. Schon auf einen kurzen Zeitraum betrachtet weisen die Unregelmäßigkeiten ein einzigartiges Muster auf. Je nach Qualität und Kodierung einer Audio- oder Videoaufnahme kann mithilfe von Filtern ein Rückschluss auf die zum Aufnahmezeitpunkt aufgetretenen Frequenzabweichungen im Stromnetz gemacht werden.
Es entsteht eine Art digitales Wasserzeichen, welches mit einer Datenbank, wie sie z. B. von Netzbetreibern oder Kriminalämtern geführt wird, abgeglichen werden kann. Im besten Fall ist hiermit eine Aussage oder zumindest Eingrenzung über den Aufnahmeort und -zeitpunkt möglich.

## Netzfrequenzen weltweit
- siehe Länderübersicht Steckertypen, Netzspannungen und -frequenzen